# No Wires Needed
No Wires Needed BV of NWN was een Nederlands bedrijf, opgericht in 1994, dat zich toelegde op het ontwikkelen en fabriceren van draadloze computernetwerken volgens de internationale standaard IEEE 802.11 ofwel wifi.
Samen met de Nederlandse Lucent Technologies / Agere Systems vestiging te Nieuwegein en Harris Semiconductors, (dat later opging in Intersil) was No Wires Needed een van de pioniers in wifitechnologie.
In 2000 wordt het bedrijf geleid door Hans van der Hoek, Remi Blokker, Ronald Brockmann, Jeff Abramowitz en Peter Murray en heeft naast de vestiging in Bilthoven vestigingen in Californië, New Jersey (VS) en Coventry, VK. No Wires Needed was gedeeltelijk eigendom van de oprichters en werd onder andere gefinancierd door het Gilde IT Fund.
In mei 2000 werd No Wires Needed gekocht door het in Palm Bay, FL (V.S.) gebaseerde Intersil Semiconductors Inc. Intersil was met name geïnteresseerd in de door NWN voor de ARM processor ontwikkelde software implementatie van het 802.11 MAC protocol. Intersil heeft voor No Wires Needed 3.35 miljoen aandelen Intersil betaald welke op dat moment 111,3 miljoen dollar waard waren.
In 2002 meldt Intersil een winst van 239 miljoen dollar voor de WLAN divisie, maar in 2003 komt de winst onder druk te staan door prijserosie door toedoen van nieuwe concurrenten als Broadcom en Intel. Hierop verkoopt Intersil in juli 2003 de Wireless Networking Product Group aan GlobespanVirata voor ongeveer 365 miljoen dollar. November 2003 neemt vervolgens Conexant voor ongeveer 970 miljoen dollar GlobespanVirata weer over.
Begin 2005 maakt Conexant bekend dat zij de voormalige No Wires Needed vestiging in Bilthoven willen sluiten en juni 2005 is het werk overgedragen aan een Indiase vestiging en houdt het voormalige No Wires Needed definitief op te bestaan.